# Fanini-Seven Up
Fanini-Seven Up, conocido anteriormente como Murella o Remac, fue un equipo italiano, de ciclismo en ruta que compitió entre 1984 y 1988. No debe confundirse con el Fanini-Wührer.

## Principales resultados
- Giro del Trento: Franco Chioccioli (1984)
- Giro de Toscana: Gianbattista Baronchelli (1984)
- Trofeo Matteotti: Jørgen Marcussen (1986)
- Tirreno-Adriático: Rolf Sørensen (1987)
- Herald Sun Tour: Stefano Tomasini (1987)
- Trofeo Laigueglia: Paolo Cimini (1988)
- Giro del Etna: Paolo Cimini (1988)
- Coppa Placci: Pierino Gavazzi (1988)

### En las grandes vueltas
- Giro de Italia
  - 5 participaciones (1984, 1985, 1986, 1987, 1988)
  - 4 victorias de etapa:
    - 2 en 1984: Dag Erik Pedersen
    - 1 en 1987: Paolo Cimini
    - 1 en 1988: Alessio Di Basco

  - 0 clasificaciones finales:
  - 1 clasificaciones secundarias:
    - Clasificación de los jóvenes: Stefano Tomasini (1988)

- Tour de Francia
  - 0 participaciones

- Vuelta a España
  - 0 participaciones